# Пуэрто-Вальярта (муниципалитет)
Пуэрто-Вальярта (исп. Puerto Vallarta) — муниципалитет в Мексике, в штате Халиско, с административным центром в одноимённом городе. Численность населения, по данным переписи 2020 года, составила 291 839 человек.

## Общие сведения
Название муниципалитета составное: Puerto — порт, а Vallarta дано в честь губернатора штата — Игнасио Луиса Вальярты.
Площадь муниципалитета равна 680,8 км², что составляет 0,9 % от общей площади штата, а наиболее высоко расположенное поселение Эль-Хорульо находится на высоте 940 метров.
Пуэрто-Вальярта граничит с другими муниципалитетами штата Халиско: на востоке с Сан-Себастьян-дель-Оэсте и Маскотой, на юге с Тальпа-де-Альенде и Кабо-Коррьентесом, а на северо-западе граничит с другим штатом Мексики — Наяритом, и на западе омывается водами Тихого океана.

## Учреждение и состав
Муниципалитет был образован 31 мая 1918 года, отделением части территорий от муниципалитета Сан-Себастьян.
По данным 2020 года в его состав входит 100 населённых пунктов, самые крупные из которых:
| Код INEGI                  | Населённый пункт                                                                                 | Численность населения (2005 год) | Численность населения (2010 год) | Численность населения (2020 год) |
| -------------------------- | ------------------------------------------------------------------------------------------------ | -------------------------------- | -------------------------------- | -------------------------------- |
| 067                        | Всего                                                                                            | 220368                           | 255681                           | 291839                           |
| 0001                       | Пуэрто-Вальярта (исп. Puerto Vallarta) 20°36′49″ с. ш. 105°13′38″ з. д. (административный центр) | 177830                           | 203342                           | 224166                           |
| 0028                       | Истапа (исп. Ixtapa) 20°42′52″ с. ш. 105°11′59″ з. д.                                            | 23977                            | 29036                            | 39083                            |
| 0031                       | Лас-Хунтас (исп. Las Juntas) 20°42′02″ с. ш. 105°14′35″ з. д.                                    | 7590                             | 9035                             | 10242                            |
| 0038                       | Лас-Пальмас-де-Арриба (исп. Las Palmas de Arriba) 20°49′22″ с. ш. 105°05′56″ з. д.               | 3681                             | 4145                             | 3949                             |
| 0268                       | Экотерра-Параисо (исп. Ecoterra Paraíso) 20°44′58″ с. ш. 105°09′32″ з. д.                        | —                                | —                                | 2108                             |
| 0044                       | Эль-Ранчито (Эль-Колесио) (исп. El Ranchito (El Colesio)) 20°43′58″ с. ш. 105°09′02″ з. д.       | 950                              | 1255                             | 1360                             |
| 0014                       | Эль-Колорадо (исп. El Colorado) 20°46′11″ с. ш. 105°09′18″ з. д.                                 | 750                              | 1023                             | 1150                             |
| 0066                       | Ла-Десембокада (исп. La Desembocada) 20°43′46″ с. ш. 105°09′24″ з. д.                            | 692                              | 706                              | 982                              |
| —                          | Прочие                                                                                           | 4898                             | 7139                             | 8799                             |
| Названия на карте Генштаба |                                                                                                  |                                  |                                  |                                  |

## Экономическая деятельность
По статистическим данным 2000 года, работоспособное население занято по секторам экономики в следующих пропорциях:
- сельское хозяйство, животноводство и рыбная ловля — 2,7 %;
- промышленность и строительство — 16,3 %;
- торговля, сферы услуг и туризма — 77,9 %;
- безработные — 3,1 %.

## Инфраструктура
По статистическим данным 2020 года, инфраструктура развита следующим образом:
- электрификация: 99,7 %;
- водоснабжение: 95,5 %;
- водоотведение: 99,6 %.